# 김세연 (1972년)
김세연(金世淵, 1972년 8월 23일 ~ )은 대한민국의 정치인이다. 제18·19·20대 국회의원이다. 제11·13·14·15·16대 국회의원을 지냈던 김진재의 아들이다.

## 학력
- 1985년: 동래국민학교 졸업
- 1988년: 안락중학교 졸업
- 1991년: 금정고등학교 졸업
- 1996년: 서울대학교 사회과학대학 국제경제학 학사

## 경력
- 2005.12 ~ 2006.03 (재)고촌장학재단 이사
- 2006.07 (주)동일고무벨트 대표이사
- 2008.01 ~ 2008.02 대통령취임준비위원회 자문의원
- 경제민주화실천모임 대표
- 국제민주연합(IDU) 부의장
- 2008.02 ~ 부산 금정고등학교 총동창회장
- UN세계 평화의날 공동집행위원장
- 레인보우희망재단 명예이사장
- 청년정치학교 교감
- 상생과 통일 포럼 자문위원
- 2019.06 ~ (사)거리문화예술협회 고문
- 2021.08 ~ 2021.11: 국민의힘 유승민 제20대 대통령 선거 예비후보 희망22 미래전략특별위원장
- 2022 ~ : 한국스마트헬스케어협회 회장

## 의정 활동
- 2008년 5월 30일 ~ 2012년 5월 29일 : 제18대 국회의원 (부산 금정구)
- 2008년 6월: 18대 총선에서 무소속으로 출마해 당선된 후 한나라당 복당
- 2008년 6월: 한일의원연맹 21세기위원회 부위원장
- 2008년 7월: 국회 교육과학기술위원회 위원
- 2008년 7월: 한나라당 청년위원회 미래세대위원회 위원장
- 2008년 8월: 국회 저출산고령화대책특별위원회 위원
- 2008년 8월: 한나라당 인권위원회 위원
- 2008년 9월: 한나라당 대표최고위원 원내 특보단
- 2008년 9월: 한나라당 국제위원회 위원
- 2008년 11월: 국회 한중의회정기교류체제 청년노동분과위원회 위원장
- 2011년 12월: 한나라당 원내부대표
- 2011년 12월: 새누리당 비상대책위원
- 2012년 5월 30일 ~ 2016년 5월 29일 : 제19대 국회의원 (부산 금정구)
- 2012년 7월: 제19대 국회 교육과학기술위원회 간사
- 2013년 3월: 제19대 국회 교육문화체육관광위원회 간사
- 2013년 5월: 새누리당 제1사무부총장
- ~ 2014년 5월: 제19대 국회 윤리특별위원회 위원
- ~ 2014년 5월: 제19대 국회 교육문화체육관광위원회 위원
- 2014년 6월: 제19대 국회 후반기 국방위원회 위원
- 2015년 2월: 새누리당 정책위원회 부의장
- 2015년 3월 ~ 2016년 5월: 제19대 국회 외교통일위원회 위원
- 2016년 5월 30일 ~ 2020년 5월 29일 : 제20대 국회의원 (부산 금정구)
- 2016년 5월 ~ 2016년 7월 새누리당 부산광역시당 위원장 권한대행
- 2016년 6월 ~ 2018년 5월: 제20대 국회 전반기 교육문화체육관광위원회 위원
- 2019년 6월 : 국회 연구모임 Agenda 2050 대표의원
- 2016년 7월 ~ 2017년 6월: 국회 정치발전특별위원회 위원장
- 2016년 12월: 바른정당 정강정책·당헌당규팀장
- 2017년 4월 ~ 2017년 7월: 바른정당 사무총장
- 2017년 7월 ~ 2017년 12월: 바른정당 정책위원회 의장
- 2017년 7월 ~ 2017년 12월: 바른정책연구소장
- 2017년 11월 ~ 2017년 12월: 바른정당 원내대표 권한대행
- 2017년 11월 ~ 2018년 5월: 제20대 국회 4차 산업혁명 특별위원회 위원
- 2018년 8월 ~ 2018년 10월: 자유한국당 중앙연수원 원장
- 2018년 9월 ~ 2019년 6월: 자유한국당 부산시당 위원장
- 2018년 10월 ~ 2019년 3월: 자유한국당 시민정치원 원장
- 2018년 10월 ~ 2019년 6월: 제20대 국회 후반기 4차 산업혁명 특별위원회 위원
- 2019년 1월 ~ 2020년 2월: 자유한국당 부산시당 연제구 당협위원장
- 2019년 3월 ~ 2019년 12월: 여의도연구원장
- 2019년 3월 ~ 2019년 5월: 자유한국당 文정권 경제실정백서특별위원회 부위원장
- 2019년 4월 ~ 2020년 2월: 자유한국당 부산시당 21대 총선공약준비위원회 위원장
- 2019년 6월 ~ 2019년 9월: 자유한국당 2020 경제대전환 위원회 위원장
- 2019년 7월 ~ 2020년 5월: 제20대 국회 후반기 보건복지위원회 위원장
- 2020년 1월 ~ 2020년 2월: 자유한국당 21대총선 공천관리위원
- 2020년 2월 ~ 2020년 3월: 미래통합당 21대총선 공천관리위원
- 2020년 3월 ~ 2020년 4월: 미래통합당 부산시당 2020 통합 선거책위위원회 명예선거대책본부장

## 가족 관계
- 할아버지: 김도근(金稌根, 1917 ~ 2005) ㈜동일고무벨트 창업주
  - 아버지: 김진재(金鎭載, 1943 ~ 2005) 5선 국회의원, ㈜동일고무벨트 대표이사 회장
  - 어머니: 창녕 성씨
  - 장인: 한승수(韓昇洙, 1936 ~ ) 제39대 국무총리, 유엔총회 의장협의회(CPGA) 의장
    - 부인: 한상은
      - 자녀: 슬하 2남 1녀

## 역대 선거 결과
|  | 64.77% |

|  | 66.25% |

|  | 56.59% |

## 소속 정당
| 소속 정당 | 소속 정당  | 소속 기간 | 비고      |
| --------- | ---------- | --------- | --------- |
|           | 한나라당   | 2008      | 정계 입문 |
|           | 무소속     | 2008      | 탈당      |
|           | 한나라당   | 2008~2012 | 복당      |
|           | 새누리당   | 2012~2016 | 당명 변경 |
|           | 무소속     | 2016~2017 | 탈당      |
|           | 바른정당   | 2017~2018 | 창당      |
|           | 무소속     | 2018      | 탈당      |
|           | 자유한국당 | 2018~2020 | 복당      |
|           | 미래통합당 | 2020      | 합당      |
|           | 국민의힘   | 2020~현재 | 당명 변경 |

## 같이 보기
- 금정구 (1988년 선거구)
- 부산 금정구의 국회의원
- 동일고무벨트